# Apolysis atra
Apolysis atra är en tvåvingeart som först beskrevs av Cresson 1915.  Apolysis atra ingår i släktet Apolysis och familjen svävflugor.
Artens utbredningsområde är New Mexico. Inga underarter finns listade i Catalogue of Life.